# American Bantam

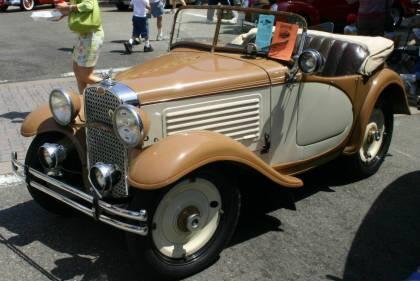
1931 American Austin

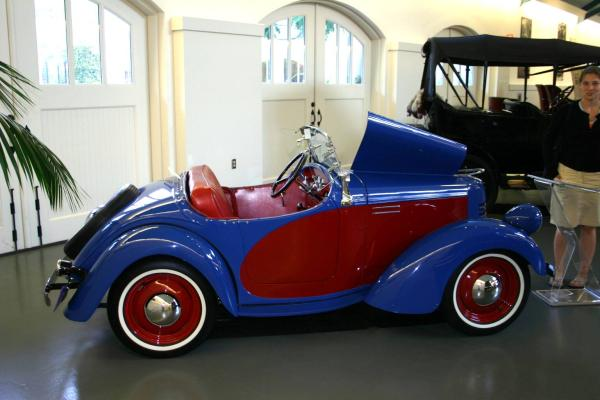
1939 American Bantam

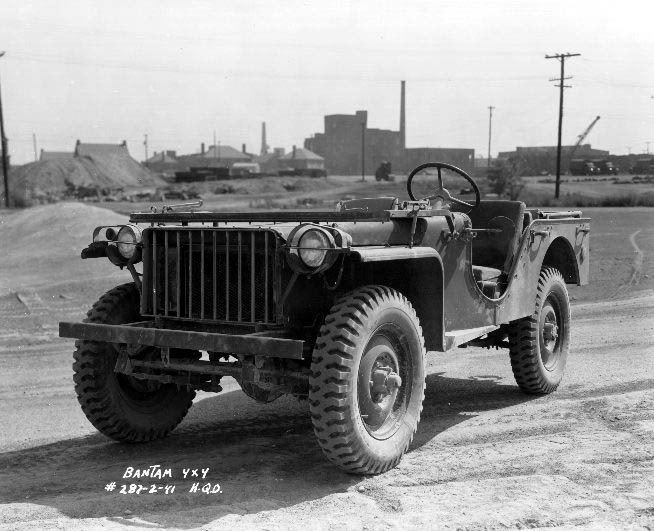
Bantam BRC 40

Америкэн Бантам (англ. American Bantam) — марка автомобилей, производимых в США.
Марка American Bantam появилась в 1937 году на останках американского отделения английской фирмы American Austin («Америкэн Остин») со штаб-квартирой в городе Батлер (штат Пенсильвания), занимавшейся сборкой и продвижением на американский рынок спортивной версии английской микролитражки Austin Seven.
В 1934 году American Austin обанкротился, а через три года на его месте возникла новая фирма American Bantam с ещё более американизированной версией Austin Seven, переименованной в Bantam-60 и предлагавшейся с кузовами родстер, купе и пикап. Предполагалось выпускать до 44 тыс. автомобилей в год, но фирма так никогда на данный объём производства не вышла.
Однако в историю мирового автомобилестроения фирма Bantam вошла с совсем другой моделью. В июле 1940 года от американской армии поступил заказ на разработку конструкции и выпуск опытной серии из 70 легких полноприводных автомобилей класса «одна четверть тонны». Самым тяжелым условием контракта оказались сроки, предусматривавшие сдачу опытных образцов уже через 49 суток. Недавно перешедший на фирму главный инженер American Bantam Карл Пробст уже через пять суток представил эскизный проект будущего автомобиля, который теперь весь мир знает как «джип».
«Пилотная» серия автомобилей Bantam состояла из двух партий — уже во вторую были внесены некоторые конструктивные изменения. После прохождения полевых испытаний, фирма внесла в конструкцию автомобиля получившего тогда же прозвище «джип» серьёзные изменения и получила в начале 1941 года контракт на поставку американской армии 1500 автомобилей модели Bantam BRC40.
В конечном счёте, по декабрь 1941 года было произведено 2605 ед. BRC40, большая часть которых летом 1941 года была отправлена в рамках Ленд-лиза в Великобританию, а оттуда осенью того же года переправлена с северными конвоями PQ в СССР. Известно, что один экземпляр Bantam BRC40 (фронтовики прозвали эту модель «бантиком») использовалась охраной маршала Жукова.
Конструкция «джипа» так понравилась американским военным, что они без согласия American Bantam передали её чертежи (в рамках программы военной мобилизации) главному конкуренту — фирме Willys-Overland, а позже уже её чертежи — Ford Motor., с которыми в 1942 году были заключены масштабные контракты на производство «джипов». Фирме American Bantam достался только контракт на производство прицепов к «джипам». В результате к концу Второй мировой войны фирма оказалась не способной скопить нужные для конверсии производства средства и, к тому же, проиграла в 1945 году судебный процесс против Willys за права на торговую марку Jeep, в результате чего была вынуждена сойти со сцены, навсегда оставшись в истории создателем «джипа».